# Piankhi
Piankhi (Pidje o Piye) (747-716 aC), fill de Kashta. Casat amb la reina Abar. Va conquerir tot Egipte. Va acabar la conquesta de l'Alt Egipte iniciada pel seu pare i va conquerir Tebes vers el 730 aC. Allí la seva germana Amenardis fou designada successora de Shepenwepet I, germana de Rudamon de la dinastia XXIII. La línia tebana va establir-se a Hieracleòpolis on governava Peftjauawy-bast, aliat de Piankhi i darrer rei de la regió.
El Baix Egipte estava ara dominat per Tefnakht de Sais (Dinastia XXIV) que havia imposat el seu poder als petits senyors locals. Quan Piankhi es va assabentar que Tefnakht havia sotmès Memfis i el regne de Lisht (Itj-tawy) va marxar a la zona i es va enfrontar al seu rival a la riba del Nil en dues batalles navals. Piankhi va tornar a Tebes per uns festivals, però més tard va tornar al nord i va ocupar tres ciutats i en la lluita va morir un fill de Tefnakht. Piankhi va atacar Ashmunein, on era rei Nimlot, que abans fou el seu aliat i s'havia sotmès a Tefnakht. Va conquerir la ciutat després d'un setge de cinc mesos. Mentre Heracleòpolis, regida per un rei aliat de Piankhi (Peftjauawy-bast) fou atacada pel seu rival; en les lluites fou capturat un altre fill de Tefnakht i Piankhi va dominar totes les ciutats al sud de Memfis, la qual era una ciutat fortificada difícil de conquerir. Però els nubians ho van aconseguir i hi van entrar. Llavors els petits senyors locals del delta es van sotmetre immediatament a Piankhi. Tefnakht es va refugiar a la zona dels pantans i encara va lluitar un temps i després es va sotmetre a Piankhi. Amo aquest del Baix Egipte va governar mitjançant tractats i aliances més que per la força de les armes. El 718 aC va tornar a Napata i va erigir una estela en la que va explicar les seves victòries (Estela de la victòria, al Museu d'Antiguitats Egípcies del Caire). Absent el rei, Tefnakht va recuperar el Baix Egipte.
El seu nom de regne fou Menkheperre, que vol «la presència de Re» 
Va morir després de regnar uns trenta anys i fou enterrat a una piràmide d'estil egipci a Al-Kurru, juntament amb molts cavalls, animal molt apreciat pels nubians de l'època. El va succeir el seu fill Shabaka.
| Predecessor: Iuput II (Dinastia XXIII) - Tefnakht (Dinastia XXIV) - Kashta (Regne de Kush) | Faraó Dinastia XXV | Successor: Shabaka |